# Гельферг, Семён Григорьевич
Семён Григорьевич Гельферг (1924—1943) — участник Великой Отечественной войны, командир отделения мотострелкового батальона 69-й механизированной бригады (9-й механизированный корпус, 3-я гвардейская танковая армия, Воронежский фронт), Герой Советского Союза, младший сержант.

## Биография
Родился в Одессе в семье рабочего. Еврей. По окончании 7 классов работал автослесарем. В 1942 призван в РККА Ташкентским ГВК.
В действующей армии с 1943 года. Отделение мотострелкового батальона под его командованием в ночь на 22.9.43 в числе первых в батальоне форсировало Днепр и вступило в бой с врагом на правом берегу реки. В бою за сёла Луковицы и Григоровка (Каневский р-н Черкасской обл.) было подбито 2 вражеских танка и мотоцикл. 29 сентября в бою за высоту заменил погибшего командира взвода, повёл взвод в атаку, лично подбил ещё один танк противника. Погиб в этом бою.

## Награды
Указом Президиума Верховного Совета СССР от 17 ноября 1943 года Гельфергу Семёну Григорьевичу присвоено звание Героя Советского Союза (посмертно).
Награждён орденами Ленина (1943), Красной Звезды (1943).

## Память
Похоронен в селе Малый Букрин Мироновского района Киевской области. Там установлен памятник Героям форсирования Днепра.